# Grammoptera bipustulata
Grammoptera bipustulata là một loài bọ cánh cứng trong họ Cerambycidae.